# VDL Futura
 (novembre 2021).
Le 7 septembre 2010, VDL Bus & Coach présente à l'IAA-Véhicules industriels de Francfort, un nouveau modèle d'autocar, le VDL Futura 2 ou New Futura. La production n'a débuté qu'au début de l'année suivante. En fait, ce n'est que l'évolution du précédent Bova Futura, lancé en 1986 et qui n'avait jamais évolué. Le design de la carrosserie a été complètement modifié, le renflement caractéristique à l'avant du véhicule a été abandonné et la forme des phares a été modifiée. À l'arrière, de nouveaux feux font leur apparition. Le rajeunissement est réussi. Pour satisfaire la clientèle toujours fidèle à l'ancien Futura, VDL poursuit sa commercialisation sous le nom Futura Classic.
La motorisation a également évolué avec l'utilisation de moteurs DAF conformes à la norme Euro 5 EEV ou Euro 6. A l'intérieur, l'habitacle a été entièrement revu, l'espace passagers a entièrement été repensé. Le nouveau VDL Futura à un étage est disponible en deux hauteurs, 3,5 m (FMD2) et 3,7 m (FHD2) et six longueurs pour le FHD2 : 10,6 - 12,2 - 12,9 ou 13,5 mètres sur deux essieux et 13,9 ou 14,8 mètres sur trois essieux, tandis que le FMD2 est disponible en trois longueurs : 12,9 - 13,5 et 14,8 mètres.
En 2011, le VDL Futura FHD2 a été élu Coach of the Year Autocar de l'année 2012. Les concurrents étaient l'Irizar i6, le Scania Touring, le Setra S.416 GT-HD, le Viseon C13 et le Volvo 9500.

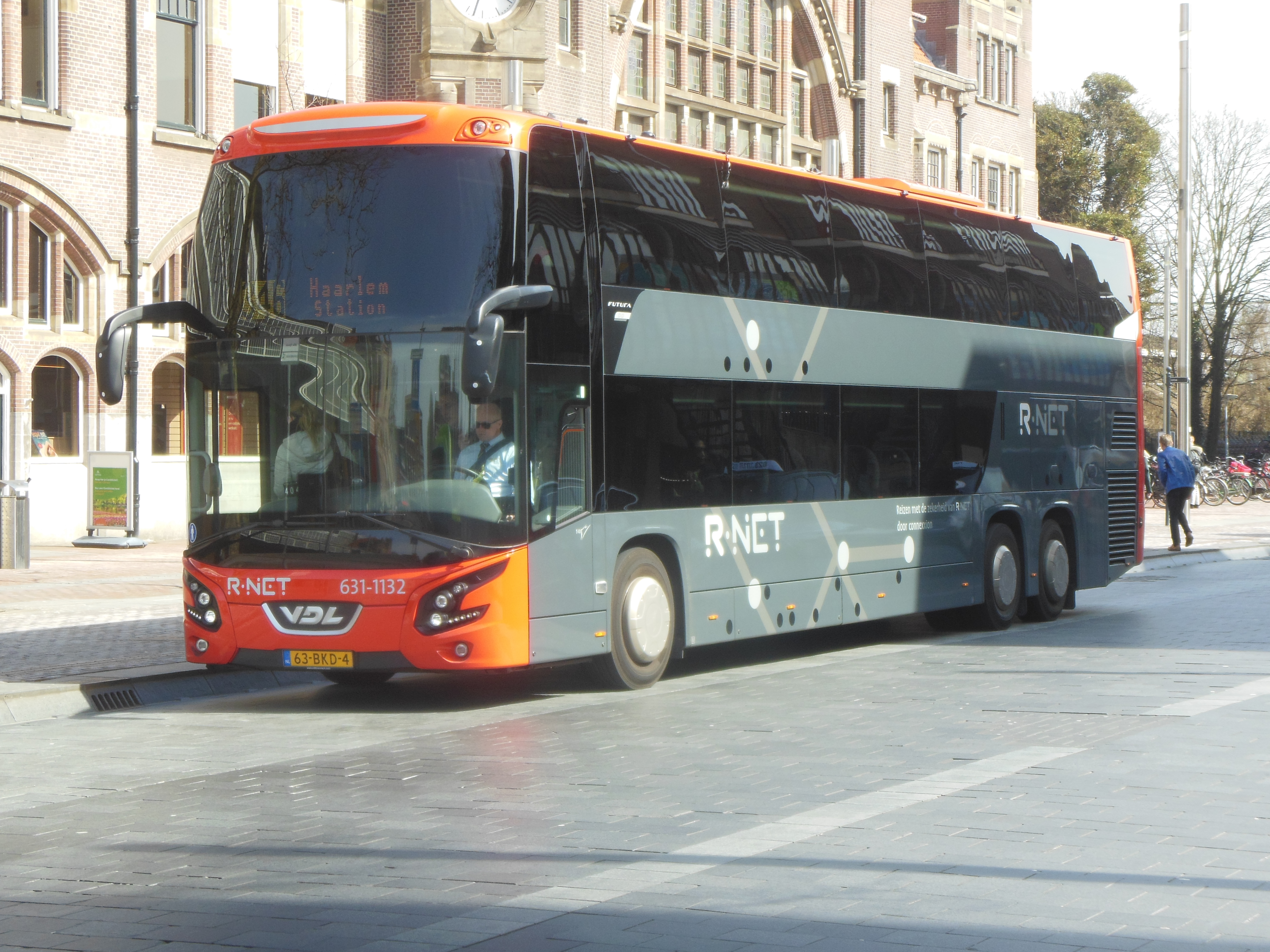
VDL Futura 2 à deux étages

En 2015, VDL présente une version à deux étages du New Futura, le Futura FDD2 en deux longueurs 13,0 et 14,10 mètres. Ce modèle remplace l'ancien VDL Synergy. Le design du nouveau modèle à deux étages rappelle l'ancien modèle Magic à un étage. Le Futura à deux étages dispose de 96 sièges.
En 2018, VDL a introduit plusieurs améliorations, notamment des moteurs et de transmissions de nouvelle génération. Le poids des autocars a été réduit tout comme la consommation de carburant réduite jusqu'à 3 % selon le constructeur. Les nouvelles boîtes de vitesses ont permis des changements de vitesse plus doux et plus silencieux dans le véhicule.